# Vilallonga del Camp
Vilallonga del Camp és una vila i municipi de la comarca del Tarragonès.

## Geografia
- Llista de topònims de Vilallonga del Camp (orografia: muntanyes, serres, collades, indrets…; hidrografia: rius, fonts…; edificis: cases, masies, esglésies, etc.).

## Història
La primera cita documental del municipi és del 1174. Va estar a les mans de la cort fins al 1391, data en què el rei Joan I d'Aragó va vendre la vila a l'Arquebisbat de Tarragona. Més tard va estar en mans de la família Montoliu, que va conservar-ne la possessió fins al segle XIV. Durant el segle xvii va estar a les mans de la família Dalmases i el 1710 el senyor de la vila, Pau Ignasi de Dalmases i Roc, va ser nomenat per l'arxiduc Carles marquès de Vilallonga. El 1838, es va disputar una violenta batalla entre milicians i carlistes, comandats per Llarg de Copons, durant la qual 133 homes van perdre la vida.
El 1868 nasqué Josep Mestres i Miquel que entre el 1913 i el 1915 fou president de la Diputació de Tarragona i conseller de la Mancomunitat de Catalunya entre el 1914 i el 1919.

## Cultura i patrimoni

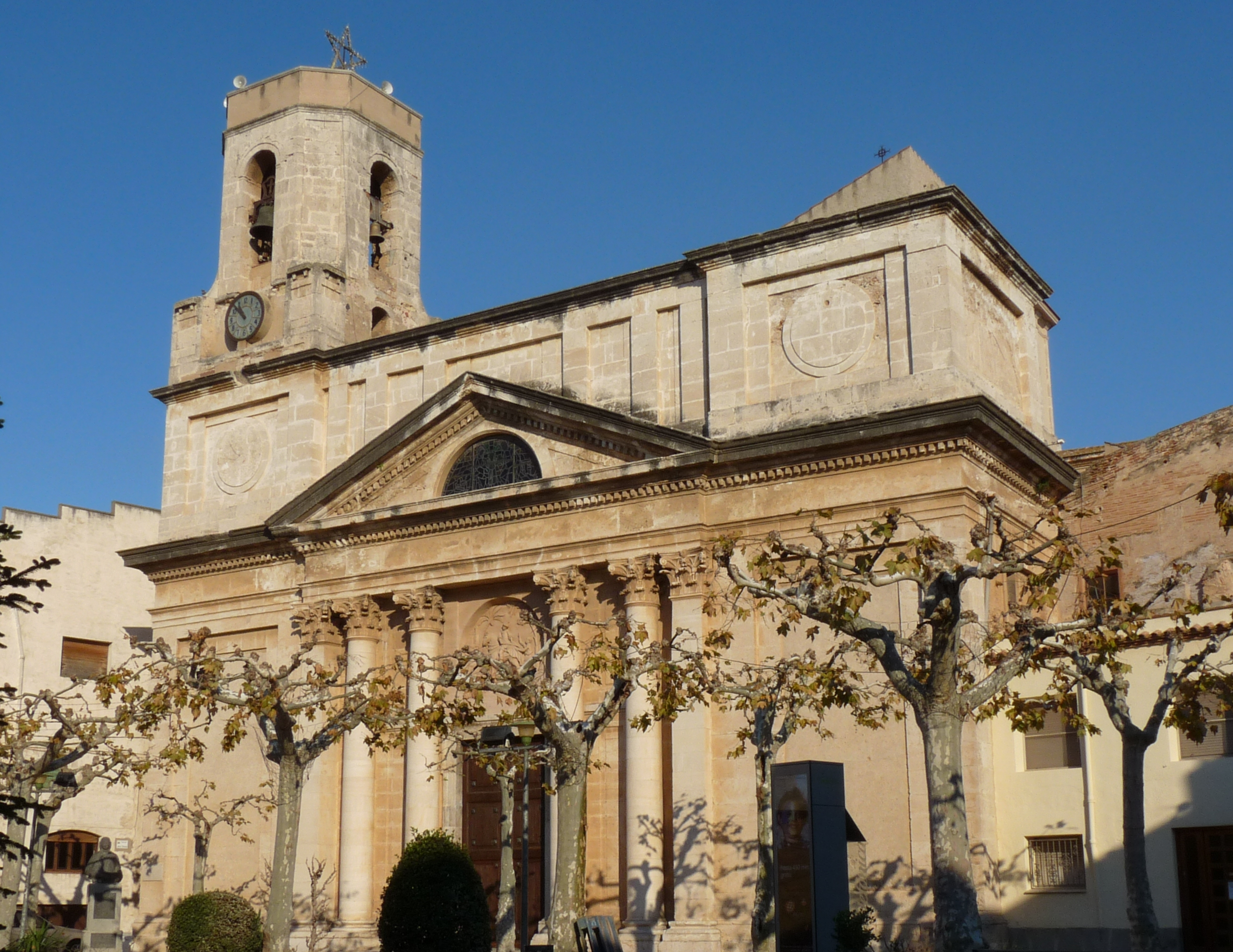
Església de Sant Martí

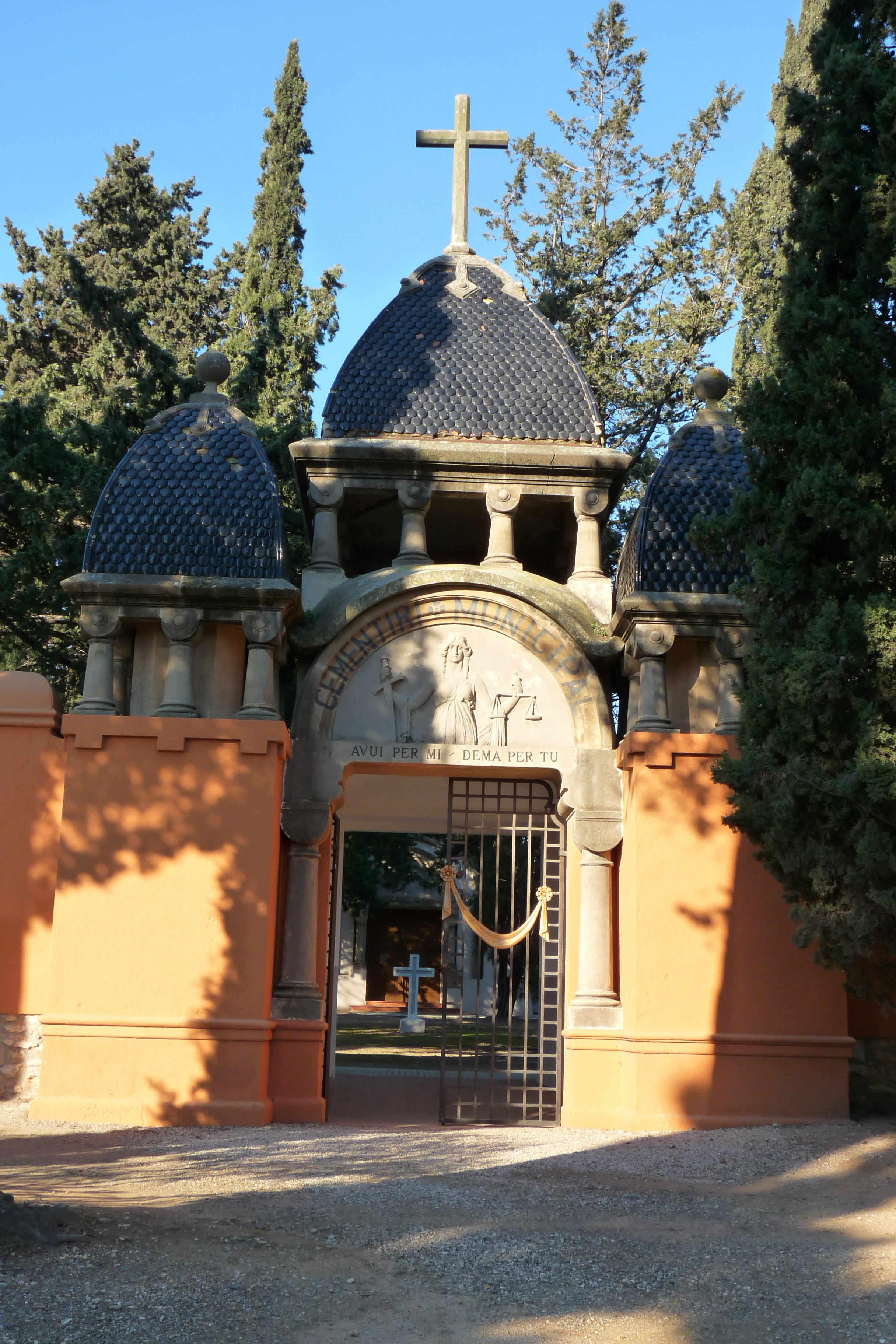
El cementiri de Vilallonga amb la inscripció: "Avui per mi, demà per tu".

L'església parroquial està dedicada a sant Martí. És del segle xviii, d'estil neoclàssic i la seva façana està inacabada. A la part superior de la porta hi ha un relleu que representa el sant compartint la seva capa amb un pobre. A la cornisa pot veure's un frontó triangular que es troba sostingut per quatre columnes amb capitells d'ordre corinti.
Als afores del poble hi ha una ermita dedicada a la Mare de Déu del Roser la data de construcció de la qual és desconeguda. Es conserva una de les portes d'entrada de l'antiga muralla de la ciutat.
Al municipi també hi ha el Museu-Arxiu Doctor Pere Virgili, dedicat a la figura del cirurgià Pere Virgili i Bellver, fill del poble.
Altres elements de patrimoni monumental:
- Portalada del cementiri
- Aqüeducte del barranc de les Bruixes
- Casa Albinyana
- Casa d'Albert Mir
- Casa Mestres
- Casa Reig
- Casa Serra
- Casa Sol
- Casa Solé
- Casa Virgili
- La Montoliva
- Mas de Cantó
- Mas de Serra
- Mas Llorigó
- Mas Reig
- Recinte emmurallat de Vilallonga del Camp

## Economia
La principal activitat econòmica del municipi és l'agricultura. Destaquen els cultius d'avellaners, vinya, ametllers, oliveres i garrofers.

## Demografia
| 1497 f | 1515 f | 1553 f | 1717 | 1787 | 1857  | 1877  | 1887  | 1900  | 1910  |
| ------ | ------ | ------ | ---- | ---- | ----- | ----- | ----- | ----- | ----- |
| 40     | 35     | 53     | 327  | 873  | 1.333 | 1.282 | 1.284 | 1.236 | 1.235 |

| 1920  | 1930  | 1940  | 1950 | 1960 | 1970  | 1981  | 1990  | 1992  | 1994  |
| ----- | ----- | ----- | ---- | ---- | ----- | ----- | ----- | ----- | ----- |
| 1.261 | 1.144 | 1.006 | 985  | 949  | 1.067 | 1.210 | 1.171 | 1.187 | 1.187 |

| 1996  | 1998  | 2000  | 2002  | 2004  | 2006  | 2008  | 2010  | 2012  | 2014  |
| ----- | ----- | ----- | ----- | ----- | ----- | ----- | ----- | ----- | ----- |
| 1.211 | 1.205 | 1.237 | 1.255 | 1.359 | 1.539 | 1.772 | 2.000 | 2.204 | 2.229 |

| 2016  | 2018  | 2020  | 2022  | 2024  | 2026 | 2028 | 2030 | 2032 | 2034 |
| ----- | ----- | ----- | ----- | ----- | ---- | ---- | ---- | ---- | ---- |
| 2.255 | 2.339 | 2.405 | 2.398 | 2.451 | -    | -    | -    | -    | -    |

## Política

### Eleccions municipals
Llista d'alcaldes i nombre de regidors per partit
| Junts-CM                                                   | -      | - | - | - | - | - | - | - | - | -  | 3  | 5  |
| PSC                                                        | -      | - | 3 | 2 | 1 | 2 | 3 | 2 | 1 | 2  | 2  | 1  |
| PP                                                         | -      | 4 | 1 | 1 | - | 3 | 2 | 1 | 2 | 1  | 0  | -  |
| ERC                                                        | -      | - | - | 3 | 3 | 1 | 1 | 3 | 3 | 4  | 4  | 4  |
| CiU                                                        | -      | 5 | 5 | 3 | 5 | 3 | 3 | 3 | 3 | 4  | -  | -  |
| Altres                                                     | ?a; ?b | - | - | - | - | - | - | - | - | -  | 2c | 1c |
| Total                                                      | 9      | 9 | 9 | 9 | 9 | 9 | 9 | 9 | 9 | 11 | 11 | 11 |
| a Agrupació Electoral; b UCD; c Tot(s) Vilallonga del Camp |        |   |   |   |   |   |   |   |   |    |    |    |